# O Instinto da Linguagem
O Instinto da Linguagem é um livro de 1994 de Steven Pinker, escrito para o público em geral. Pinker argumenta que os humanos nascem com uma capacidade inata para a linguagem. Ele lida com simpatia com a afirmação de Noam Chomsky de que toda a linguagem humana mostra evidências de uma gramática universal, mas discorda do ceticismo de Chomsky de que a teoria evolucionista pode explicar o instinto da linguagem humana.

## Tese
Pinker critica uma série de ideias comuns sobre a linguagem, por exemplo, que as crianças devem ser ensinadas a usá-la, que a gramática da maioria das pessoas é pobre, que a qualidade da linguagem está em declínio constante, que o tipo de facilidades linguísticas que uma língua oferece (por exemplo, algumas línguas têm palavras para descrever claro e escuro, mas não há palavras para cores) tem uma forte influência na possível gama de pensamentos de uma pessoa (a hipótese Sapir-Whorf), e que os animais não humanos aprenderam a linguagem. Pinker vê a linguagem como uma habilidade única dos humanos, produzida pela evolução para resolver o problema específico da comunicação entre caçadores-coletores sociais. Ele compara a linguagem às adaptações especializadas de outras espécies, como a tecelagem de teias das aranhas ou o comportamento de construção de barragens dos castores, chamando todos os três de "instintos".
Ao chamar aaaa linguagem de instinto, Pinker quer dizer que ela não é uma invenção humana no sentido em que a metalurgia e até mesmo a escrita o são. Embora apenas algumas culturas humanas possuam estas tecnologias, todas as culturas possuem linguagem. Como mais uma prova da universalidade da linguagem, Pinker — apoiando-se principalmente no trabalho de Derek Bickerton — observa que as crianças inventam espontaneamente um discurso gramatical consistente (um crioulo), mesmo que cresçam entre uma população de cultura mista que fala um pidgin informal sem regras consistentes. Bebês surdos "balbuciam" com as mãos, como outros normalmente fazem com a voz, e inventam espontaneamente línguas de sinais com gramática verdadeira, em vez de um sistema de apontamento grosseiro do tipo "eu, Tarzan, você, Jane". A linguagem também se desenvolve na ausência de instrução formal ou de tentativas ativas dos pais para corrigir a gramática dos filhos. Estes sinais sugerem que, em vez de ser uma invenção humana, a linguagem é uma capacidade humana inata. Pinker também distingue a linguagem da capacidade de raciocínio geral dos humanos, enfatizando que não é simplesmente uma marca de inteligência avançada, mas sim um "módulo mental" especializado. Ele distingue a noção de gramática do linguista, como a colocação de adjetivos, de regras formais como as do guia de estilo de escrita do inglês americano. Ele argumenta que, como regras como "uma preposição não é uma palavra adequada para terminar uma frase" devem ser ensinadas explicitamente, elas são irrelevantes para a comunicação real e devem ser ignoradas.

## Recepção
As suposições de Pinker a respeito da natureza inata da linguagem encontraram resistência. O linguista inglês Geoffrey Sampson contesta a existência de um instinto linguístico. Contudo, ele admite que a perspectiva de Pinker é uma concepção bastante popular no que se refere à aquisição da linguagem.